# Carl Adolph Rantzau
Carl Adolph lensgreve Rantzau (2. september 1742 – 13. april 1814) var en dansk amtmand, bror til Christian, Frederik Rantzau og Otto Manderup Rantzau.
Han var søn af vicestatholder i Norge, grev Christian Rantzau (1684-1771), studerede ved Sorø Akademi og derefter 2 år i Angers, sendtes med broderen Frederik Siegfried udenlands, indtil han 1761 blev udnævnt til kornet i Livgarden til Hest og fik ordre til at marchere med sit korps til Holsten i anledning af den forventede krig med Rusland. 1759 blev han kammerjunker, 1764 premierløjtnant og 1768 ritmester. 1766 blev han kammerherre, udnævntes 1770 til amtmand over Kalundborg, Sæbygård, Dragsholm og Holbæk Amter, men frasagde sig året efter dette embede for at tiltræde den fædrene arv Brahesborg og det grevelig Rantzauske Præcipuum (Asdal, Hammelmose og Rosenvold). 1776 blev han hvid ridder og afgik ved døden 13. april 1814.
Han ægtede 17. september 1770 Christiane Ernestine Frederikke baronesse Wedel-Jarlsberg (7. april 1751 – 9. april 1810), datter af gehejmeråd, baron Frederik Vilhelm Wedel-Jarlsberg og Charlotte Amalie født Bülow.